# Participarea României la cel de-Al Doilea Război Balcanic
Participarea României la cel de-Al Doilea Război Balcanic a constat într-o intervenție militară în perioada 10-31 iulie 1913 și semnarea unui tratat de pace la 10 august la București. Cu acordul Franței și Rusiei, armata română a început să-și mobilizeze trupele la 3 iulie, la începutul celui de-al doilea război balcanic. În timpul războiului, a ocupat sudul Dobrogei și a forțat Bulgaria să facă pace, amenințând imediat capitala Sofia.  România, care a păstrat neutralitatea militară în Primul Război Balcanic, a intrat în război ca factor de stabilitate în regiune, împotriva Bulgariei. Armata română a jucat un rol decisiv în înfrângerea Bulgariei.

## Fundal
Al doilea război balcanic a început la 30 iunie 1913 când Bulgaria, fără declarație oficială de război, și-a atacat foștii aliați din primul război balcanic: Serbia și Grecia.
Cu acordul Franței și Rusiei, armata română a început să mobilizeze în patru zile, între 3-6 iulie, 437.000 de soldați. La 10 iulie s-a dat acordul de intrare în Bulgaria, ca o respingere publică  a acordului cu Austro-Ungaria.

## Intervenție militară
Conform planurilor operaționale, Comandamentul român și-a împărțit forțele în două grupuri: o forță majoră, armata Dunării, condusă de prințul Ferdinand care să se deplaseze spre capitala Sofia și un grup separat (Corpul V de Armată comandat de generalul Ioan Culcer) pentru acțiunile din Dobrogea.
Armata Dunării a fost formată din opt divizii de infanterie (împărțite în corpurile de armată 1, 2, 3 și 4), două divizii de infanterie de rezervă și două divizii de cavalerie. 
Armata română a pierdut mai puțin de 100 de soldați în lupte, dar a suferit puternic de pe urma unei epidemii de holeră.

## Tratatul de la București
La 31 iulie, România a acceptat un armistițiu din partea Bulgariei.
În conformitate cu prevederile tratatului de pace de la București, Bulgaria ceda României porțiunea cunoscută ca Dobrogea de Sud (Cadrilaterul), de la vest de Tutrakan (Turtucaia) până la malul vestic al Mării Negre, la sud de Kranevo (Ecrene). Cadrilaterul avea o suprafață de aproximativ 6.960 km², o populație de circa 286.000 de locuitori și includea fortăreața Silistra și orașele Turtucaia (port la Dunăre) și Balcic (port la Marea Neagră). 
În plus, Bulgaria se obliga să distrugă toate fortărețele existente și să nu construiască altele la Ruse ori la Șumen, sau în orice alt loc dintre aceste două puncte, sau pe o rază de 20 km în jurul Balcicului.

## Urmări
Războaiele balcanice au constituit începutul depărtării României de Puterile Centrale, în ciuda existenței unui tratat, și apropierea acesteia de Antanta.
Câțiva ani mai târziu, trupele române au fost implicate în Primul Război Mondial de partea Antantei.

## Lecturăsuplimentară
- Hitchins, Keith, România 1866-1947, București, Ed. Humanitas, 1998
- Iordache, Anastasie, Criza politică din România și războaiele balcanice 1911-1913, București, Editura Paideia, 1998
- Căzan, Gh. Nicolae, Rădulescu-Zoner, Șerban, România și Tripla Alianță 1878-1914, București, Editura Științifică și Enciclopedică, 1979
- Istoria Românilor, sub redacția lui Gheorghe Platon, vol. VII, tom II, București, Editura Enciclopedică, 2003